# Executive Outcomes
Executive Outcomes est une société militaire privée sud-africaine créée en 1989 par d'anciens militaires des forces de défense d'Afrique du Sud (South African Defence Force - SADF). Ses débordements ont entraîné sa dissolution et le vote d'une loi anti-mercenariat en Afrique du Sud.

## Historique

### Origines
Executive Outcomes est fondée en 1989 par Eeben Barlow, ancien officier sud-africain d’une unité d’élite spécialisée dans la lutte contre la guérilla, et Lafras Luitingh, ancien membre des services secrets.
À la suite de la conclusion d'un accord de paix au Sud-Ouest Africain/Namibie mettant fin aux guerres de frontières de l'Afrique du Sud avec l'Angola se pose la question du devenir de plusieurs des forces spéciales sud-africaines de contre-insurrection telles que le 32e bataillon, le Koevoet ou encore le Civil Cooperation Bureau (CCB) dont le démantèlement sont demandés par le congrès national africain et le secrétaire général des Nations unies, Javier Pérez de Cuéllar. Le 28 septembre 1989, 1 200 membres du Koevoet sont ainsi démobilisés et rapatriés en Afrique du Sud. Nombre d'entre eux sont alors recrutés par Executive Outcomes (EO).

### Le succès du mercenariat
EO remporte son premier contrat en 1992, avec des sociétés pétrolières : Heritage Oil & Gas (en), Gulf Chevron, Ranger Oil, Sonangol et Petrangol.
Il consistait à dégager et sécuriser certaines zones tenues par l’UNITA, en Angola.
Son succès lui valut deux contrats de 80 millions de dollars avec le gouvernement angolais : Luanda avait fait remarquer que les différentes actions de l’ONU (forces d’interposition et observateurs), beaucoup plus onéreuses, étaient restées sans effet.
En 1994, Executive Outcomes est appelé par le gouvernement de la Sierra Leone pour affronter les rebelles du Front révolutionnaire uni (RUF) et reçoit en paiement une partie des mines de diamant de la région.
À son apogée, Executive Outcomes était présente dans plus de trente pays essentiellement africains, avec près de 500 employés en Angola et en Sierra Leone.

### La dissolution
En 1998, le gouvernement sud-africain adopte une loi visant à réglementer le secteur du mercenariat et à lutter contre ses dérives. Dorénavant, les Sud-Africains ont l'obligation de demander une autorisation préalable de leur gouvernement pour aller se battre à l’étranger ou d’y apporter une assistance militaire. Cette nouvelle loi vise particulièrement à contrecarrer Executive Outcomes qui n’y résiste pas et est officiellement dissoute la même année.

### Le retour
Le 7 décembre 2020 Eeben Barlow annonce sur son compte Linkedin qu'il quitte son poste de la SMP STTEP et qu'il décide de relancer Executive Outcomes plus de 20 ans après sa dissolution. Il indique rouvrir la société pour faire taire les rumeurs qui circulait depuis longtemps au sujet de EO et de sa personne. La nouvelle SMP va faire du conseil et de la formation pour le compte de différents pays Africains, Barlow mentionne également qu'il a déjà trouvé des accords avec 2 SMP occidentales,.